# 多齿紫珠
多齿紫珠（学名：Callicarpa dentosa）是马鞭草科紫珠属的植物，是中国的特有植物。分布于中国大陆的广东等地，多生长于山坡溪边密林中，目前尚未由人工引种栽培。